# Oberkommando des Heeres
L'Oberkommando des Heeres (OKH) era il Comando supremo dell'Esercito tedesco (Heer) dal 1936 al 1945. In teoria l'OKH era subordinato all'Oberkommando der Wehrmacht (OKW), tuttavia, in realtà, dopo il 1941 l'OKW assunse il comando delle operazioni sul Fronte occidentale, mentre l'OKH la guida del Fronte orientale.
Esistevano inoltre l'Oberkommando der Marine (OKM) e l'Oberkommando der Luftwaffe (OKL) per la Marina e l'Aeronautica, che teoricamente erano subordinate all'OKW, ma in realtà erano del tutto indipendenti.

## Comandanti
I Comandanti dell'Esercito (Oberbefehlshaber des Heeres, abbreviato OBdH) dopo la reintroduzione delle leva obbligatoria il 1º marzo 1935 e per tutta la durata della Seconda guerra mondiale furono:
- dal 1935 al 1938, Generaloberst Werner von Fritsch;
- dal 1938 al 19 dicembre 1941, Generalfeldmarschall Walther von Brauchitsch;
- dal 19 dicembre 1941 al 30 aprile 1945, Führer Adolf Hitler;
- dal 30 aprile 1945 all'8 maggio 1945, Generalfeldmarschall Ferdinand Schörner.

Come imponevano le tradizioni militari tedesche non era direttamente l'OBdH a pianificare le operazioni militari; queste attività erano subordinate al Capo dello Stato Maggiore, che era de facto la più importante figura dell'esercito tedesco.
Capi  dello Stato Maggiore Generale dell'esercito durante la seconda guerra mondiale:
- dal 1º ottobre 1933 al 31 ottobre 1938, Generaloberst Ludwig Beck
- dal 1º settembre 1938 al 24 settembre 1942, Generaloberst Franz Halder;
- dal 24 settembre 1942 al 10 giugno 1944, Generaloberst Kurt Zeitzler;
- dal 10 giugno 1944 al 21 luglio 1944, Generalleutnant Adolf Heusinger;
- dal 21 luglio 1944 al 28 marzo 1945, Generaloberst Heinz Guderian;
- dal 1º aprile 1945 al 30 aprile 1945, General der Infanterie Hans Krebs.

Con la decisione di Hitler di assumere il comando supremo dell'esercito, il 19 dicembre 1941, l'importanza del Comandante dello Stato Maggiore Generale venne sempre meno man mano che la guerra avanzava.

## Bandiere del Comando supremo dell'esercito

Bandiera di comando (aprile 1936 - febbraio 1938)
Bandiera di comando (febbraio 1938 - 12 dicembre 1941)